# ローソン・スリーエフ
ローソン・スリーエフは、日本のコンビニエンスストアチェーン。スリーエフとローソンの合弁会社として2016年に設立した株式会社エル・ティーエフ（L・TF Co., Ltd,）により運営されている。

## 歴史
2015年9月、ローソンがスリーエフの株式5%を取得する形で提携すると報じられる。10月までに業務提携の契約書が提出され、11月までに具体的な業務提携が実施され、12月下旬に本契約が締結されると報道され、11月28日に両社は資本提携に基本合意。しかし、12月30日に、12月下旬に締結される予定だった提携の本契約がいったん延期される。理由としては「契約の手続きに時間がかかっている」ことが挙げられた。
2016年4月13日、ローソンとスリーエフの資本業務提携契約締結。ローソンがスリーエフの発行済み株式の最大5%を取得。5月27日、ローソンがスリーエフが展開する12店舗を譲り受けると発表。なお、この12店舗は7月より屋号は順次ローソンに切り替わる。8月4日、スリーエフが運営する千葉県と埼玉県の87店舗について、9月から順次「ローソン・スリーエフ」のダブルブランドに転換すると発表。これとは別に13店舗については、9月から屋号を順次、スリーエフからローソンに切り替える。
9月7日、ローソンとスリーエフの合弁会社である株式会社エル・ティーエフを設立（スリーエフから会社分割され、完全子会社として設立すると同時に株式30%をローソンに譲渡、スリーエフ70%出資となる）。関東1都3県におよそ540店舗ある「スリーエフ」のうち、約90店舗を分離し、屋号を「ローソン・スリーエフ」に転換するとともに、当該店舗の資産・権利・義務の一部を吸収分割でローソンに譲渡。9月9日、千葉県・埼玉県にあるスリーエフのうち5店舗がダブルブランド店舗「ローソン・スリーエフ」として開店。
2017年6月1日、「ローソン・スリーエフ」東京都・神奈川県での展開に先駆け、対象となるスリーエフ（q’s mart・gooz含む）281店舗を会社分割し、株式会社L・TF・PJを設立する。8月21日、株式会社L・TF・PJの店舗を順次「ローソン・スリーエフ」に転換を開始する。
2018年2月28日、株式会社L・TF・PJを株式会社エル・ティーエフが吸収合併、また同時に株式会社エル・ティーエフの出資比率をスリーエフ51%、ローソン49%とする。

## 他ブランドとの比較
ローソン・スリーエフ店舗はローソン店舗をベースにしているため、既存のスリーエフ店舗と一部提供サービスが異なる。なお、本項目ではスリーエフからローソン・スリーエフ店舗への転換過渡期である2018年1月頃のサービスの差異について記述する。
| サービス           | スリーエフ                          | ローソン・スリーエフ                                                               |
| ------------------ | ----------------------------------- | ---------------------------------------------------------------------------------- |
| ポイントサービス   | Tポイント                           | Ponta dポイントクラブ                                                              |
| 電子マネー決済     | 交通系電子マネー iD 楽天Edy QUICPay | 交通系電子マネー iD 楽天Edy QUICPay WAON LINE Pay（バーコード決済） 楽天Pay 支付宝 |
| ATM                | イーネット                          | ローソンATM                                                                        |
| 宅配便受付         | 宅急便 （ヤマト運輸）               | ゆうパック （日本郵便）                                                            |
| マルチメディア端末 | なし                                | Loppi                                                                              |
| 郵便ポスト         | なし                                | 店内に設置                                                                         |

なお、スリーエフ店舗で販売されていた「もちぽにょ」・「おかず亭やきとり」・「チキン山賊焼き」・弁当類（一部）など、オリジナル商品の一部は、引き続きローソン・スリーエフ店舗でも販売して、既存のローソン単独店舗との違いを出している。
また、スリーエフ発行の株主優待券も利用可能である。